# Skansen
Skansen is een openluchtmuseum en dierentuin op het Stockholmse eiland Djurgården. Het werd opgericht in 1891 door Artur Hazelius met het oog om de manier van leven in Zweden tijdens de laatste eeuwen uit te beelden. Skansen was het eerste openluchtmuseum van de wereld. Skansen is dan ook in veel talen de algemene naam voor een openluchtmuseum geworden.
In de negentiende eeuw had Zweden, net als in veel andere Europese landen, een aantal ingrijpende veranderingen ondergaan. De landelijke manier van leven moest plaatsmaken voor een geïndustrialiseerde samenleving, waardoor velen vreesden dat een deel van de geschiedenis en de nationale tradities verloren ging. Artur Hazelius, die eerder Nordiska museet had opgericht, creëerde het museum op een nabijgelegen heuvel. Skansen maakte oorspronkelijk deel uit van Nordiska museet, maar werd in 1963 zelfstandig. De verschillende objecten die zich in de gebouwen bevinden behoren echter toe aan Nordiska museet.
Skansen bestaat uit zo'n 150 gebouwen uit allerlei delen van Zweden. Deze zijn afgebroken en zijn op de huidige locatie stuk voor stuk weer opgebouwd, van eenvoudige boerderijen en lavvu's tot de landhuizen van de adel. Het oudste gebouw dateert uit de 12e eeuw. In en rondom de gebouwen geven werknemers kleine workshops, bijvoorbeeld over glasblazen, leerlooien en het bewerken van de grond, om een zo realistisch mogelijk beeld te geven over het leven in Zweden door de tijden heen.
Daarnaast heeft Skansen een dierentuin, waarin voornamelijk Scandinavische dieren te bezichtigen zijn, zoals de wisent, de bruine beer, de eland, de grijze zeehond, de lynx, de otter en de vos.
Vele nationale Zweedse feestdagen worden hier gevierd, waaronder de Nationale feestdag van Zweden op 6 juni, het midzomerfeest, het Luciafeest en Nieuwjaar.